# Helmut Ollk
Helmut Ollk (* 30. Juli 1911 in Schmargendorf; † 30. Januar 1979 in Berlin) war ein deutscher Architekt.

## Leben
Helmut Ollk absolvierte erst eine Ausbildung zum Maurer, bevor er Architektur studierte. Nach dem Zweiten Weltkrieg war Ollk an der Neugründung des BDA in West-Berlin beteiligt. Er ist vor allem bekannt für seine Bauten in West-Berlin zur Nachkriegszeit und prägte den damaligen Bezirk Wilmersdorf architektonisch.
Sein Grab befindet sich auf dem Friedhof Wilmersdorf.

## Bauten in Berlin (Auswahl)
Das eigenständige architektonische Werk von Helmut Ollk umfasst mehr als 170 Gebäude, die zwischen 1949 und 1978 entstanden. Die folgende Liste ist nur ein Querschnitt seines umfangreichen Schaffens.
- 1953: Wohnhaus Koblenzer Straße 4/4A in Berlin-Wilmersdorf, Denkmalschutz[3]
- 1953: Wiederaufbau Alhambra-Kino in Berlin-Wedding, zusammen mit Hans Bielenberg, 1999 abgerissen[4]
- 1953–1955: Wohnhaus Sonnenallee 21, 21A, 23 / Friedelstraße 2 / Reuterstraße 64 in Berlin-Neukölln, Denkmalschutz[5]
- 1955–1956: Wohn- und Geschäftshaus Westfälische Straße 49 / Seesener Straße 30 (Henriettenplatz) in Berlin-Halensee, zusammen mit Gert von Schöppenthau[6]
- 1955–1956: Villa Ollk (Wohnhaus und Atelier des Architekten) Miquelstraße 16 in Berlin-Schmargendorf[7]
- 1957: zweigeschossige Industriehalle Wilhelmsaue 36 in Berlin-Wilmersdorf
- 1958–1959: Verwaltungsgebäude Bayerischer Platz 1 / Landshuter Straße 21 in Berlin-Schöneberg, Denkmalschutz[8]
- 1958: Uhlandstraße 39–44 in Berlin-Wilmersdorf
- 1960: Wohnhaus Wilhelmsaue 111 in Berlin-Wilmersdorf[9]
- 1960–1961: Wohnhaus Wilhelmsaue 129–130C in Berlin-Wilmersdorf
- 1965: Berliner Straße 13/14 in Berlin-Wilmersdorf
- 1966: Wohn- und Geschäftshaus Bundesallee 36/37 („Ravenna-Haus“) in Berlin-Wilmersdorf
- 1969–1971: Joachimsthaler Straße 14–19 („Passage Metropol“) in Berlin-Charlottenburg, zusammen mit Gerhard Karl Stein
- 1969–1973: Gebäudekomplex Terrassenhaus am Hafenplatz in Berlin-Kreuzberg[10]
- Ende 1970er Jahre (Entwurfsdatum unbekannt): Erweiterung Ernst-Reuter-Siedlung in Berlin-Gesundbrunnen, zusammen mit Werner Weber, Denkmalschutz[11]

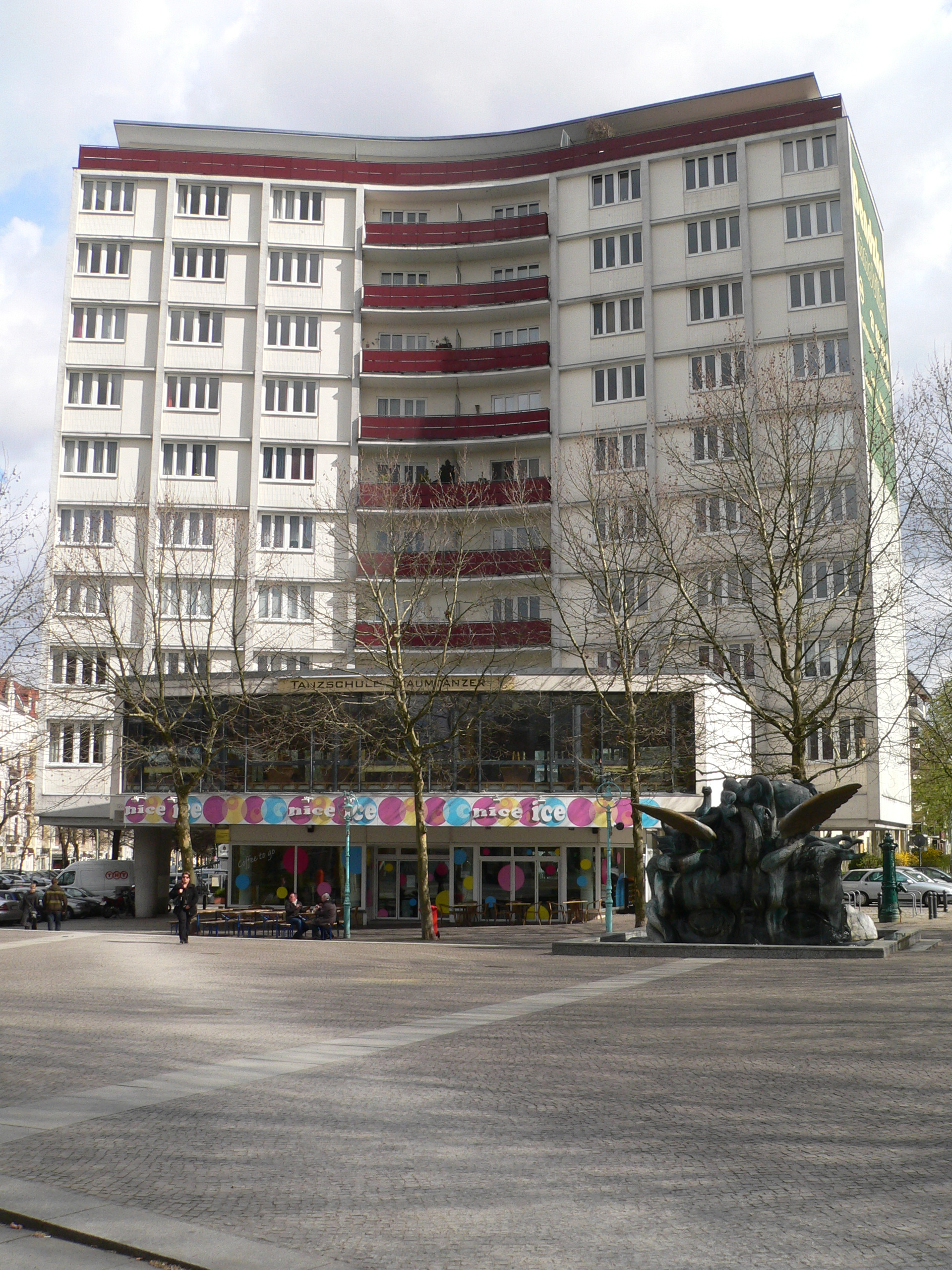
Hochhaus Westfälische Straße 49, Berlin-Halensee (1955–1956)
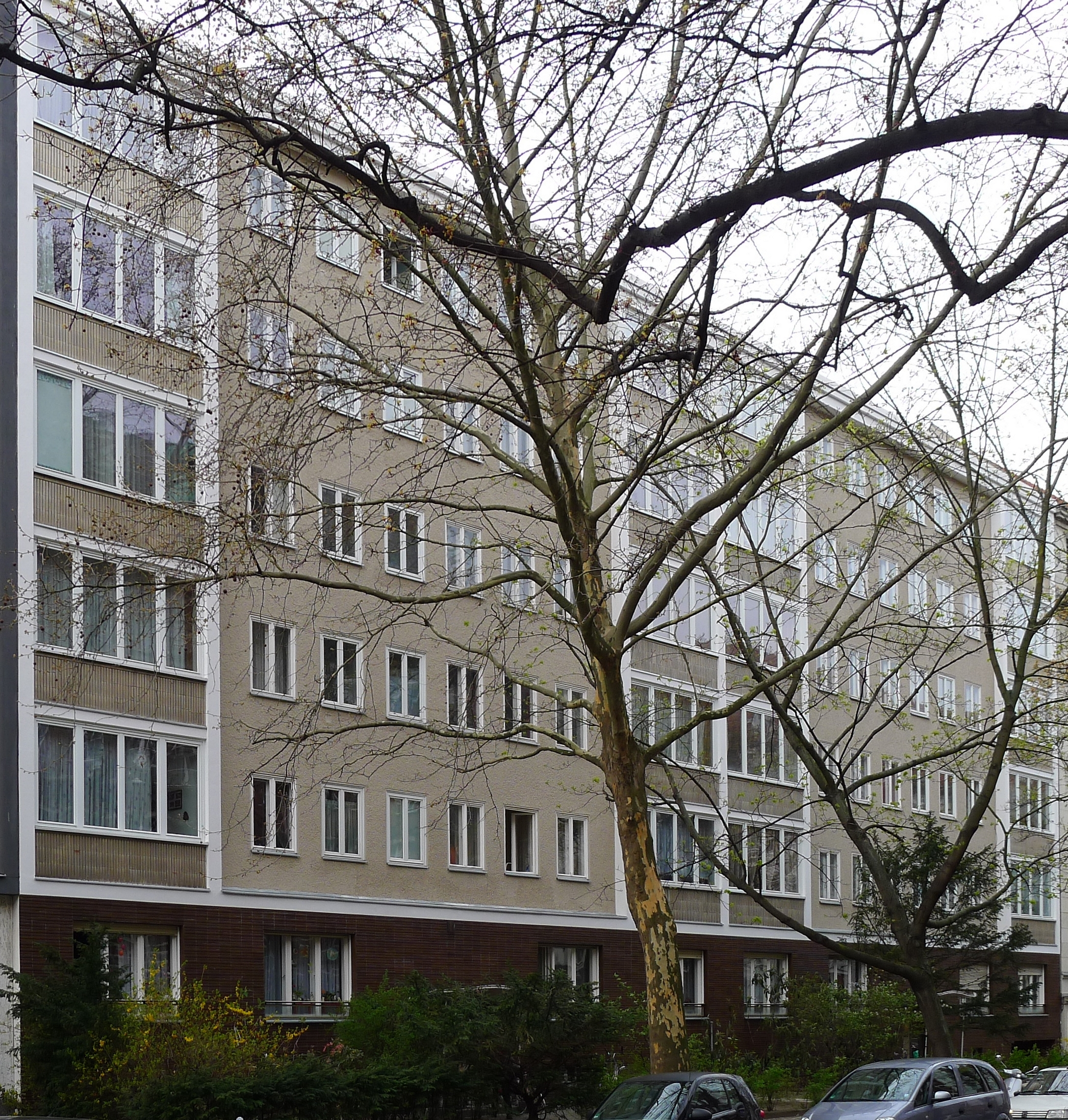
Wohnhaus Koblenzer Straße (1953)
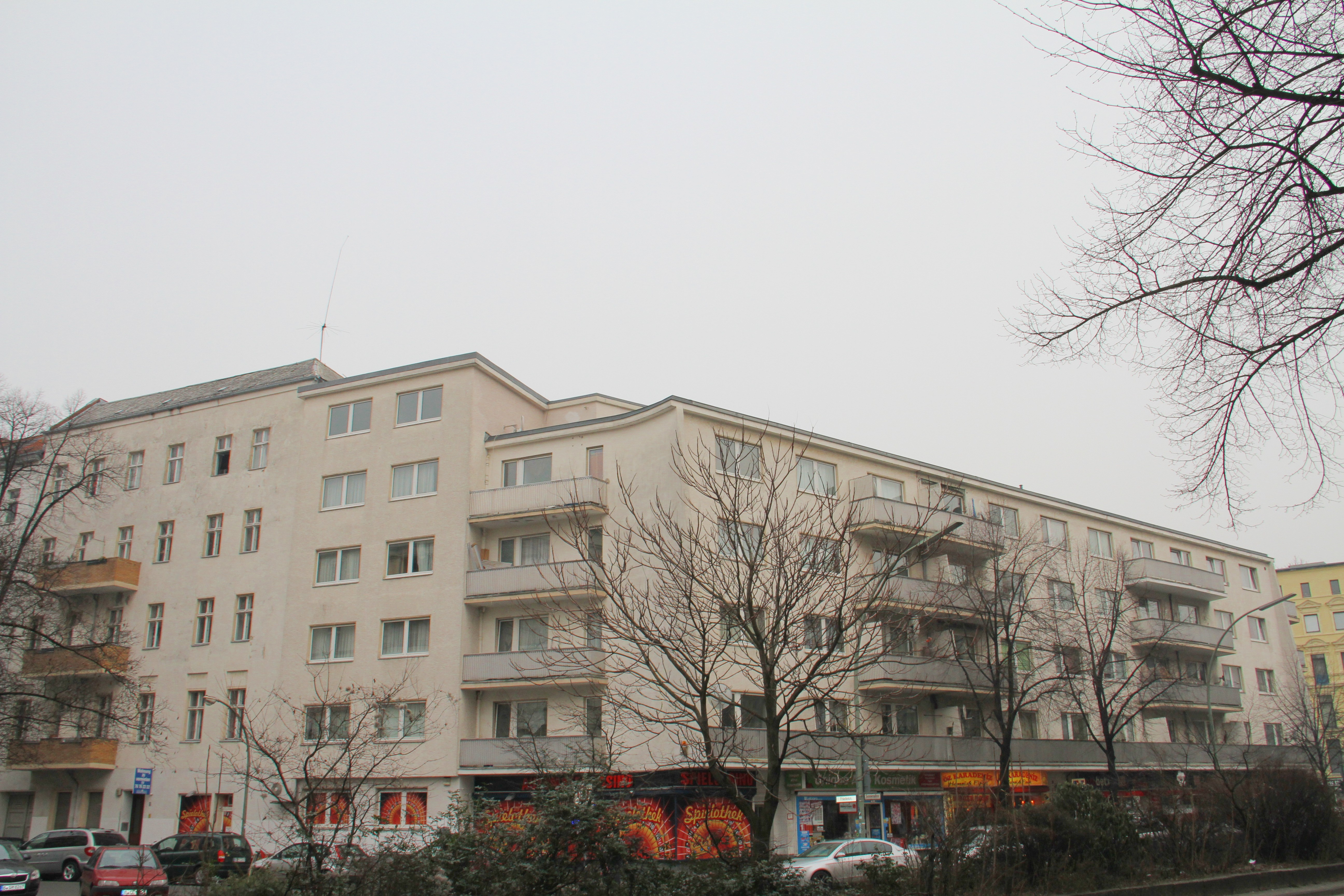
Wohnhäuser Friedelstraße Ecke Sonnenallee (1953–1955)
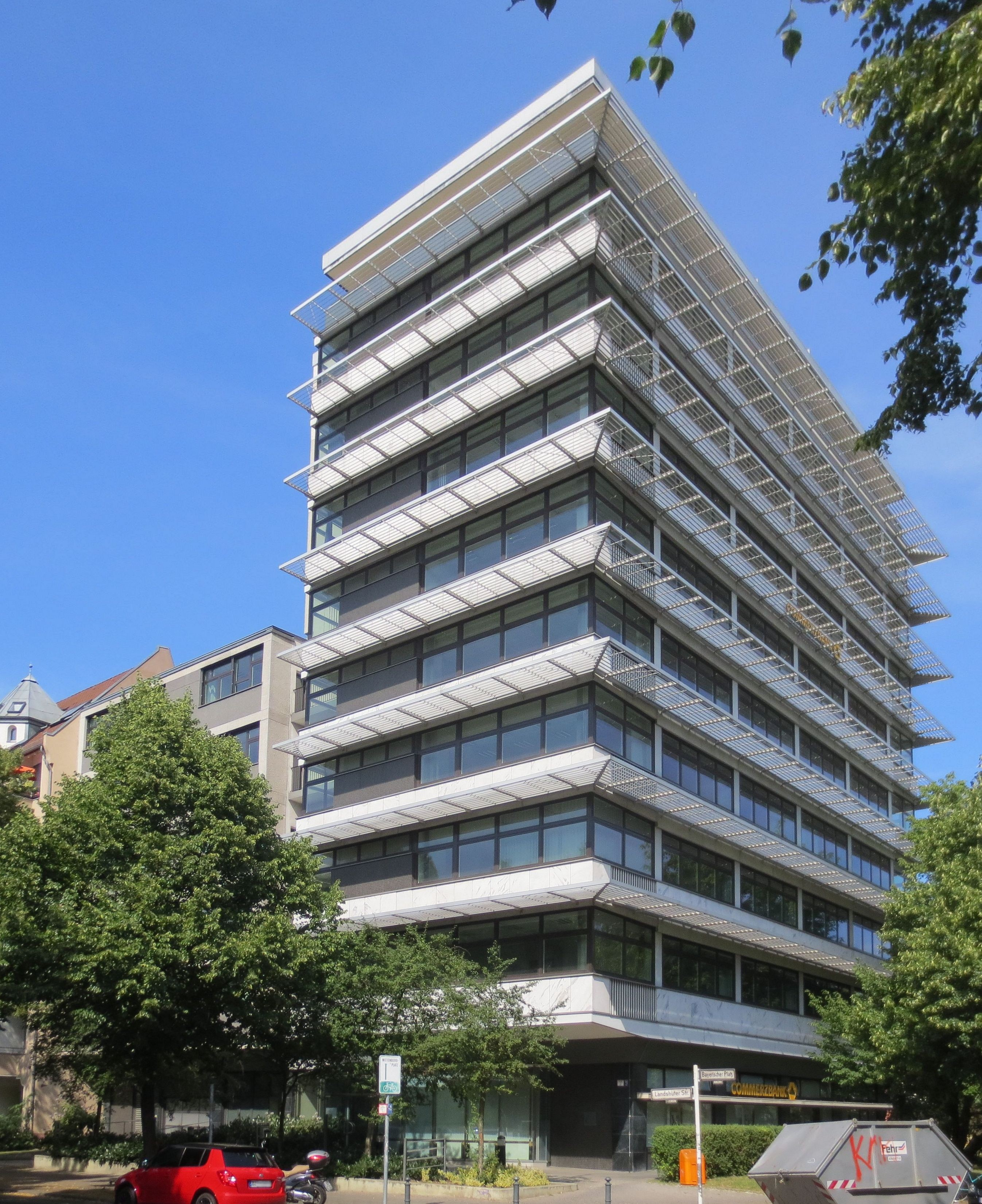
Verwaltungsgebäude Bayerischer Platz (1958)
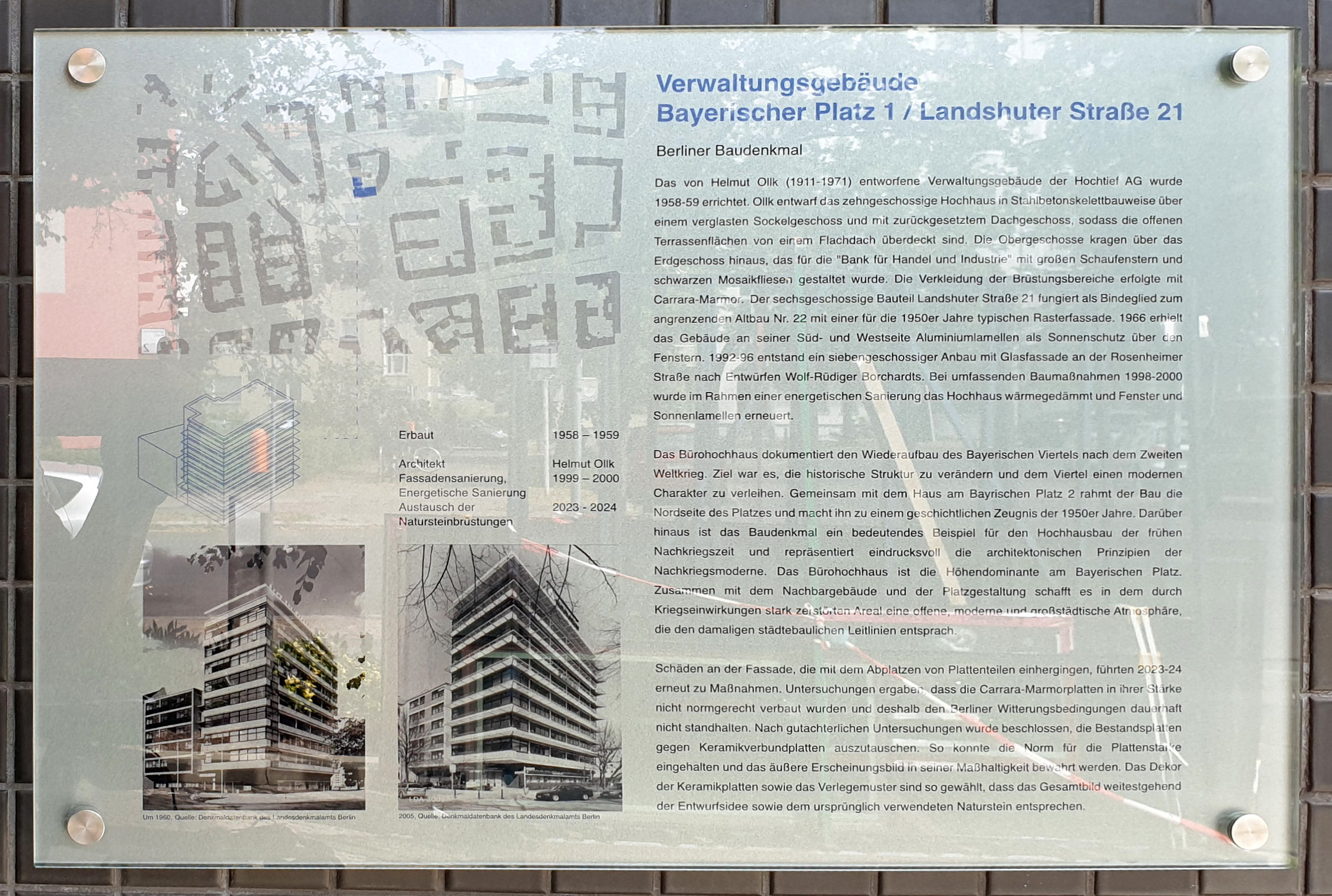
Gedenktafel am Bayerischen Platz 1